# Paul von Tiesenhausen (Maler)

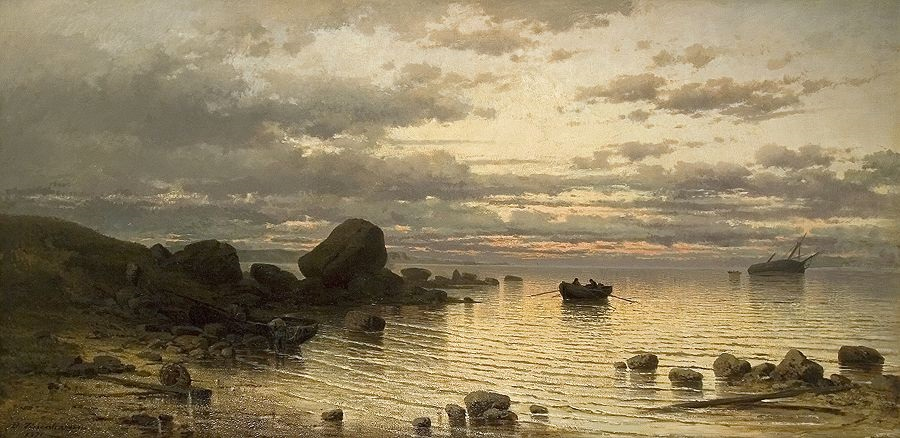
Abend an der Ostseeküste (1871)

Freiherr Paul von Tiesenhausen (* 10. Januar 1836 oder 1837 in Itfer, Gouvernement Estland; † 24. November 1876 in München) war ein deutschbaltischer Marine- und Landschaftsmaler.

## Leben
Paul von Tiesenhausen entstammte dem baltendeutschen Adelsgeschlecht Tiesenhausen. Er besuchte die Domschule in Reval.
Zu Beginn des Krimkrieges 1853 trat er im Alter von 16 Jahren als Freiwilliger in die russische Armee ein. Im Feldzug brachte er es bis zum Dienstgrad eines Premierleutnants.
1861 quittierte er den Armeedienst und siedelte nach München über. Seit dem 20. April 1864 studierte er an der Königlichen Akademie der Künste in München bei Karl Millner und wurde Meisterschüler von Adolf Heinrich Lier.
Nach dem Studium blieb er in München tätig, schuf hauptsächlich See-, Strand- und Hafengemälde. Er besuchte die Normandie und die italienische Küste.
Am 26. November 1870 heiratete er in der St. Petersburger Michaeliskirche Nina von Schulmann. Er starb im Alter von 39 Jahren an Tuberkulose.